# Variantes del críquet
El deporte de críquet tiene muchos variantes internacionales e informales. Los variantes internacionales se diferencian principalmente por cuantas horas dura el juego, y los otros variantes también pueden usar reglas modificadas. Por ejemplo, críquet callejero adopta el deporte para que es más fácil de jugar en espacios menos grandes.

## Formas internacionales
Críquet T20 (3+ horas), One Day International (8+ horas), y Test cricket (hasta 5 días) son las formas internacionales de críquet.

## Formas profesionales
Estos variantes no se juegan al nivel internacional, pero hay algunas competiciones profesionales que los usan.
El T10 críquet (90+ minutos) se juega en algunas ligas alrededor del mundo. El T10 League en Abu Dhabi es una de las ligas más grande que lo utiliza.

### Indoor cricket
El críquet de salón es una forma de críquet que se juega adentro. La forma australiana de indoor cricket se juega en una facilidad de 30 x 12 metros.

## Variantes informales
Hay muchas formas de críquet callejero, como los juegos sudamericanos de plaquita y bete-ombro. 

### Leg cricket
Leg cricket es una variación de críquet en que los bateadores batean la pelota con sus pies. Se juega en un campo menos grande (de radio de 24 a 36 metros), y el lanzador roda la pelota en el suelo al bateador.